# Pandesma quenaradi
Pandesma quenaradi är en fjärilsart som beskrevs av Achille Guenée 1852. Pandesma quenaradi ingår i släktet Pandesma och familjen nattflyn. Inga underarter finns listade i Catalogue of Life.